# Reize door het Aapenland
Reize door het Aapenland is een imaginair reisverhaal dat is geschreven door Gerrit Paape, die dit boek echter uitbracht onder zijn pseudoniem J.A. Schasz. Het werk kwam uit in 1788 en is te zien als (onder andere politieke) satire. Wie Paape in dit boek precies hekelt, is onduidelijk. Het werk zou zich zowel tegen de prinsgezinden kunnen keren (Paape was patriot), als tegen de radicale patriotten, als tegen de samenleving in zijn geheel.
Het verhaal werd toen het uitkwam een bescheiden succes. Later kwam er meer waardering, toen het werk als voorbeeld van satire op scholen werd besproken.

## Verhaal
Het verhaal gaat over een ik-figuur, die het nalaat zijn te water gevallen vrouw, paard, dienstmeisje en hond te redden, omdat hij niet kan beslissen wie hij het eerst moet redden. Hij vlucht uit zijn dorp en komt terecht in het Aapenland, waar apen als mensen proberen te leven. Een bepaalde groep apen is daar echter van mening dat om volledig mens te worden de staart afgesneden dient te worden. Er ontstaat een tweedeling tussen een groep apen die denkt dat de apen mens kunnen worden door een uiterlijk kenmerk te veranderen, namelijk de staart afsnijden, en een groep apen die er naar streeft het innerlijk van de apen te kunnen verbeteren. De bloedige strijd tussen deze twee groepen wordt uiteindelijk beslecht in het voordeel van de laatste groep. Na deze overwinning wordt de ik-figuur wakker: hij blijkt alles gedroomd te hebben.